# Can Rigalt (l'Hospitalet de Llobregat)
Can Rigalt és una antiga casa senyorial situada a la carretera de Collblanc, a l'actual barri de Pubilla Cases de l'Hospitalet de Llobregat, catalogada com a bé cultural d'interès local. Des del 1997 pertany al FC Barcelona i actualment roman tancada i en estat d'abandonament.

## Història
Antigament, era anomenada Torre Barrera i el 1728 fou adquirida per l'argenter de Barcelona Miquel Rigalt, que va fer reconstruir la casa l'any 1741. La seva pubilla Francesca Rigalt i Clavera es va casar amb el també argenter Joan de Girona i Comas (1689-1771), i la finca fou heretada pel seu fill primogènit Miquel de Girona i Rigalt.
El 1764, el rei Carles III va impulsar la construcció de la nova carretera de Madrid (actual N-340), arran de la qual es va construir la casa pairal de la Pubilla Casas.
Al llarg dels segles xix i xx, la propietat es va anar reduint considerablement, amb nombroses segregacions com les del cementiri de Sants o l'estació transformadora de la Canadenca (actual Endesa), o la urbanització del carrer de Josep Molins i la construcció de l'Hospital de la Creu Roja i de l'escola Puig i Gairalt.

## Descripció
La casa, de forma quadrangular gairebé cúbica, podria haver estat construïda aprofitant parets medievals, i està envoltada de petites construccions de caràcter popular mig enrunades (corrals, graners, etc.) Consta de planta baixa, un pis, golfes i terrat. A la façana, se segueixen tres eixos verticals molt marcats que, a més a més, estan separats per unes motllures verticals. Al centre de la planta baixa hi ha la porta d'arc rebaixat, resseguida per una motllura i amb un escut; a banda i banda hi ha una finestra amb la llinda i els brancals de carreus de pedra vista. Al primer pis hi ha tres obertures molt allargades, d'arc rebaixat i resseguides per una motllura llisa; la primera dona pas a un balcó. Una cornisa amb poc voladís separa el primer pis de les golfes, on s'obren tres ulls de bou.
Remata la façana una gran cornisa, per sobre de la qual hi ha el mur de tancament del terrat, decorat amb quatre boles de pedra. A banda i banda  hi ha un cos annex d'un pis que fa de terrassa de la primera planta. La resta de façanes tenen característiques similars a la principal.

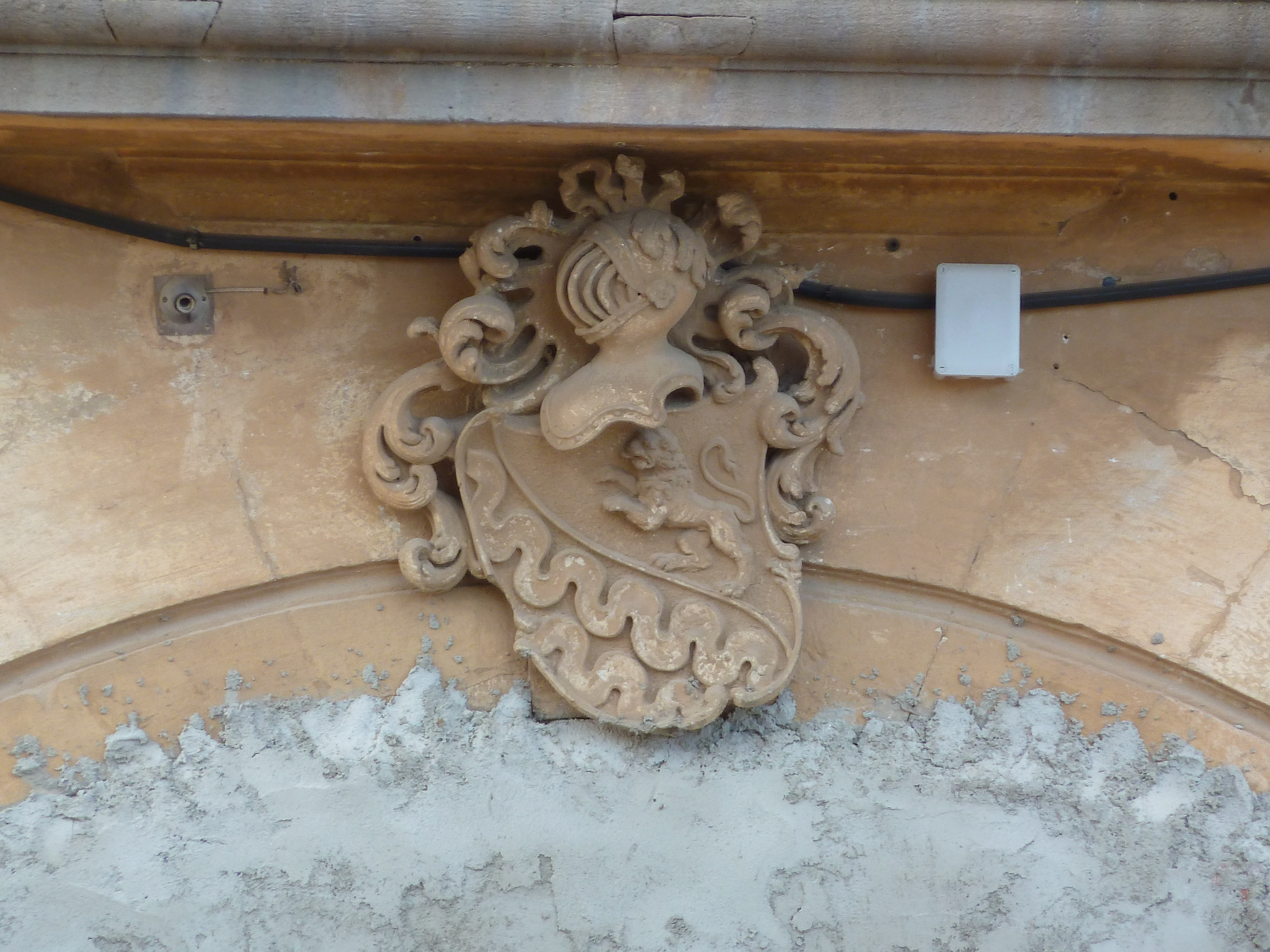
Escut d'armes dels Girona

Sota el balcó i damunt la dovella central del portal d'entrada a la casa hi ha l'escut d'armes dels Girona, esculpit en relleu amb camper de biaix amb lleó rampant linguat, armat de gules, a la part superior i franges ones d'or i atzur, a la inferior, i coronat per testa d'armadura i motius vegetals. Està catalogat com a bé cultural d'interès nacional.
El conjunt està envoltat per una tanca. La porta té dos robustos muntants fets de carreus de pedra i coronats per florons. La reixa és de ferro forjat, de dos batents que s'obren sota una llinda ornada amb entrellaçats de ferro. Abans de l'ampliació de la carretera, hi havia un rellotge de sol del tipus equatorial davant la façana de migdia, que es conserva en part al Museu de l'Hospitalet.